# Сирень на солнце
«Сирень на солнце» (фр. Lilas au soleil) — картина французского художника Клода Моне, написанная им в 1872—1873 годах в саду первого дома Моне в предместье Парижа Аржантёй. 

## История
В 1872—1873 годах Моне как минимум трижды обращался к этому сюжету, одна из вариаций на тему цветущей сирени — «Сирень. Пасмурная погода», хранящаяся в музее Орсе — очень близка по композиции картине «Сирень на солнце», но совершенно отличается характером освещения.
«Сирень на солнце» дважды выставлялась в галерее Дюран-Рюэля: в первый раз до 1877 г., во второй раз — в 1891 г. Спустя восемь лет она была приобретена русским купцом и коллекционером С.И. Щукиным, в собрании которого находилась до 1918 г. После революции собрание Щукина было национализировано и картина стала частью экспозиции Первого Музея старой западной живописи, а в ноябре 1924 года вместе со многими другими произведениями искусства была передана в открывшийся Музей изящных искусств.